# カスティリオーネの戦い (1796年)
カスティリオーネの戦い（カスティリオーネのたたかい、フランス語: Bataille de Castiglione）は、1796年8月5日、ナポレオン・ボナパルト将軍が指揮するフランスのイタリア方面軍と、ダゴベルト・ジークムント・フォン・ヴルムザー元帥率いるオーストリア大公国（ハプスブルク帝国）軍の間で行われた戦いである。数において劣勢となったオーストリア軍は丘陵地帯をミンチョ川とぶつかるボルゲットまで押し戻され、そこで川を渡って退却した。戦場となったカスティリオーネ・デッレ・スティヴィエーレは北イタリア、ガルダ湖の南10 kmに位置する。この戦いはフランス革命戦争の一部であり、ナポレオンが第一次対仏大同盟との一連の戦いにおいで名を上げた4つの戦闘のひとつとして、バッサーノの戦い、アルコレの戦い、リヴォリの戦いとともに知られている。この戦いの勝利からヨーロッパ中にナポレオンが意識されるようになる。
この戦いは、北イタリアにおけるオーストリア最重要の要塞であるマントヴァを包囲したフランス軍を打ち破らんとする、オーストリア軍による最初の試みであった。その目的達成のためヴルムザーは4つの縦隊をフランス軍に集中させようとした。この作戦は、ナポレオンがこの脅威に対抗するために必要な兵力をマントヴァ包囲から引き抜くという点についてのみ成功したが、ナポレオンの能力とフランス軍の行軍速度は、オーストリア軍の各縦隊が集結する前、およそ1週間の間にそれらを各個撃破することを可能にした。決定的な側面攻撃を行うタイミングが早すぎたものの、戦いはフランスの勝利に終わった。

## 計画
フォンビオ、ロディ、さらにボルゲットでナポレオンに敗れたヨハン・ペーター・ボーリュー将軍のオーストリア軍は、およそ14,000人の兵をマントヴァ要塞に残して、北方のトレントに向けて撤退した。マントヴァは、クァドリラテロ（Quadrilatero）として有名な4つの要塞の1つであったが、フランス軍は他の3要塞、レニャーゴ、ヴェローナ、ペスキエーラはすでに手中にしていた。
ナポレオンは5月31日にマントヴァ攻略を試みたが失敗した。6月3日にフランス軍はこの地を包囲したが、マントヴァはヨーゼフ・フランツ・カント・ディルレのオーストリア駐屯軍と316門の大砲で守られていた。6月にナポレオンは教皇領、トスカーナ、パルマおよびモデナに講和を迫り、巨額の賠償を要求した。そしてそれらの都市から砲兵装備を徴発することにより、マントヴァ包囲に必要な179門の大砲を揃えた。本格的な攻囲戦は7月4日に始まった。
ナポレオンはマントヴァ包囲を維持するために46,000の兵力を配置した。ピエール・フランソワ・ソーレはブレシアとガルダ湖西岸を占拠した。アンドレ・マッセナは、大部分の兵力をガルダ湖東岸のアディジェ川上流の渓谷に配置して北からの侵攻に備え、またヴェローナの守備も担当した。ピエール・オージュローは、アディジェ川下流のレニャーゴの両側を担当した。マントヴァ包囲軍はジャン＝マチュー・フィリベール・セリュリエが指揮した。ペスキエーラにはイヤサント・デスピノワが1個半旅団を率い、もうひとつのマッセナ部隊を含む多くの部隊が移動中だった。ヴェローナ南西のヴィッラフランカ・ディ・ヴェローナにはシャルル・キルメーヌの騎兵部隊が控えていた。
ヴルムザーは4縦隊による攻撃計画を立てた。ヴルムザー自身は中央の2隊（ミヒャエル・フォン・メラスが指揮する中央右の第2縦隊と、パウル・ダヴィドヴィッチが指揮する中央左の第3縦隊）を指揮した。メラス隊は14,000でアディジェ川西岸を南下し、ダヴィドヴィッチ隊は10,000で東岸を南下した。ガルダ湖の西では、ペーター・カスダノヴィッチが18,000の右翼（第1）縦隊を率い、左翼ではヨハン・メツァロシュが第4縦隊5,000とともにヴィチェンツァに位置を占めた。ヴルムザーの命令は、フランス軍がヴェローナとレニャーゴを出るが早いか、ただちにその2都市を占領せよというものであった。

### 作戦
7月下旬、オーストリア軍はトレントを進発した。ヴルムザー直率の中央の2つの縦隊は7月29日、リヴォリ・ヴェロネーゼ付近の険しい地形でマッセナを破った。オーストリア軍は800の損害を被ったが、死傷1,200、捕虜1,600、捕獲砲9門の戦果を上げた。カスダノヴィッチの1旅団は、ガルダ湖畔のサローからソーレ隊を駆逐した。オーストリアの2つめの旅団は、ガヴァルドからフランス軍を押し出した。7月30日、カスダノヴィッチの別の2個旅団は、ブレシアを急襲し、奪った。オージュローはマントヴァ方面に後退し、マッセナはガルダ湖南端へ退いた。
7月31日、ナポレオンはミンチョ川西岸に退くと、カスダノヴィッチに兵力を集中した。その夕方、ナポレオンはセリュリエにマントヴァの包囲を解くよう命令した。7月31日から8月2日にかけて、ブレシア、モンティキアーリ、ガヴァルド、ロナートおよびサローにおいて一連の複雑な機動が行われた。ナポレオンはオージュロー、マッセナ、デスピノワおよびキルメーヌをブレシアに集中し、8月1日にそれを奪還して、西の連絡線への脅威を一掃した。一方、ヴルムザーは、ペスキエーラを包囲するためにアダム・バヤリクス少将の部隊を派出した。ヴルムザーの中央縦隊はマントヴァに到達したが、フランスの包囲線の破壊や、包囲軍が放棄した大砲を市内に引き込むことに時間を費やした。ナポレオンは西方への退却を命じざるをえないと考えていたが、ヴルムザーがその勝利を迅速に拡大しようとしていないことに気づくと、一転、決戦を挑むことを決断した。メツァロシュは結局8月1日にレニャーゴを占領した。
8月2日、アントン・リプタイ少将が率いるヴルムザーの前衛部隊4,000は、アントワーヌ・ヴァレット准将の旅団をカスティリオーネから駆逐した。その翌日、オージュローは11,000の兵力でリプタイを攻撃した。激戦の末、フランス軍は、リプタイがソルフェリーノにおいてダビドヴィッチと合流するまで押し戻し、ヴルムザーはオージュローを食い止めるためにその全軍を投入せざるを得なかった。オーストリア軍はフランツ・ニコレッティ少将が負傷したほか、1,000の損害を出した。一方のフランス軍も、マルシャル・ベイラン准将の戦死を含む1,000以上の損害を被った。その時点で、ヴルムザー軍とカスダノヴィッチ軍の間隔はおよそ8 kmであった。8月3日、フランス軍はロナートの戦いでオーストリア軍の右翼縦隊を散々に破り、カスダノヴィッチは北方に退却した。ナポレオンはカスダノヴィッチ軍の退却を監視するためにソーレを派遣すると、その他の全軍をヴルムザーに集中した。
8月4日、両軍は衝突した。ヴルムザーはバヤリクス隊に、フランツ・ヴァイデンフェルト大佐の指揮する4個大隊を援軍として送り、また、メツァロシュには、セリュリエがナポレオンと合流することを阻止するよう命じた。この日フランス軍は、ロナートにおいてオーストリア軍のカスダノヴィッチ隊の2,000人を捕虜にした。

## 戦闘
8月5日までにヴルムザーは、マントヴァ要塞から出撃したヨーゼフ・ヴカソヴィッチの旅団を含む20,000の兵力をカスティリオーネに集中した。ヴルムザーは自軍の右側面をソルフェリーノの城と村の近くの丘陵地に預けて全体を2つの横隊に整えた。オーストリア軍の左翼はモンテ・メドラノの丘に達し、その小さな丘の頂上には砦と若干の重砲が配置された。ナポレオンの軍はマッセナ師団とオージュロー師団を加えて22,500に膨らんでいたが、さらに日中にはデスピノワの部隊も加わるはずだった。ナポレオンは、正面攻撃でヴルムザーを釘付けにしている間に、セリュリエ師団5,000がオーストリア軍左翼後部に襲い掛かるように計画した。そしてオーストリア軍の前線がV字に折れ曲がった形になったときに、そのつなぎ目であるモンテ・メドラノに攻撃を加え、戦線を分断する考えであった。
ヴルムザーをさらに罠に陥れるため、ナポレオンはマッセナとオージュローに後退を命じた。2個師団が突然退却を始めると、オーストリア軍はまんまとその策に乗り、その後を追った。そこにセリュリエ隊（当日はパスカル・フィオレッラが指揮していた）が第5竜騎兵隊を先頭に現れた。ヴルムザーはこの後方の脅威を排除するために、第2線をそちらに差し向け、また第1線もすばやく後退させた。このとき、ナポレオンはモンテ・メドラノに向けて対して彼の「破壊力（masse de rupture）」を進発させた。大隊長オーギュスト・マルモンが騎馬砲兵を急進させて至近距離からの砲撃を行い、それに続いて擲弾兵が丘に突撃した。正面からマッセナとオージュローが攻撃し、旅団長シャルル・ルクレール大佐の率いるデスピノワ配下の2個半旅団がソルフェリーノの丘に達して、占領した。激しい戦いの後、ヴルムザーは包囲されるのを避けるために退却を命じた。マッセナはオーストリア軍の右側面に回り込もうとしたが、ヴァイデンフェルトの部隊が到着してそれを防いだ。オーストリア軍はアントン・シュビルツ・フォン・コビニン少将率いる少数の騎兵によって護衛されて、なんとかその晩のうちにボルゲットにおいてミンチョ川を渡って退却することができた。

## 結末
この戦いにおいて、オーストリア軍は死傷者2,000の損害を被り、加えて1,000名の兵と20門の大砲が捕えられた。フランス軍の損害は概ね1,100～1,500と考えられる。リプタイは重傷を負った。ヴルムザーをマントヴァ付近からなんとしても遠ざけるために、ナポレオンはオージュロー師団にボルゲットへの陽動作戦を命じたが、本当の攻撃は、マッセナによるペスキエーラに対するものだった。この作戦行動の結果、バヤリクスとアントン・ミトロフスキー少将の部隊は押し戻された。チロルへの連絡線が脅かされたため、ヴルムザーは北への退却を命じた。
この地域を去る前に、オーストリア軍の指揮官はフェルディナンド・ミンクヴィッツ少将とレベレヒト・シュピーゲル少将の下の2個旅団を補給のためにマントヴァに差し向け、切迫していた食料の補充と病人を避難を行わせた。その後、ヴルムザーはアディジェ川東岸をトレント方面に退却した。ナポレオンは再びマントヴァを包囲したが、大砲が不足していたため、できることといえば、封鎖によってマントヴァが飢え、降伏してくるのを待つことだけだった。一連の戦いでのフランス軍の死傷者は6,000を数え、さらに4,000の兵と攻城砲列が捕獲された。オーストリア軍の死傷者は16,700であった。

## 評価
歴史家デヴィッド・G・チャンドラーはこう書いている。
この戦闘の経緯は、ナポレオンの得意とする戦法が、1796年という早い時期にすでに確立していたことを、疑いの余地なく証明している。その後、彼はその技術 ― 特に連続した局面を絶妙のタイミングで展開するという極めて重要な問題 ― に磨きをかけ、改善してゆくが、アウステルリッツ、フリートラント、それにバウツェンでの攻撃を勝利に導いたすべての要素は、カスティリオーネの戦いの段階ですでに作戦に用いられているのである。